# Stephen Barclay

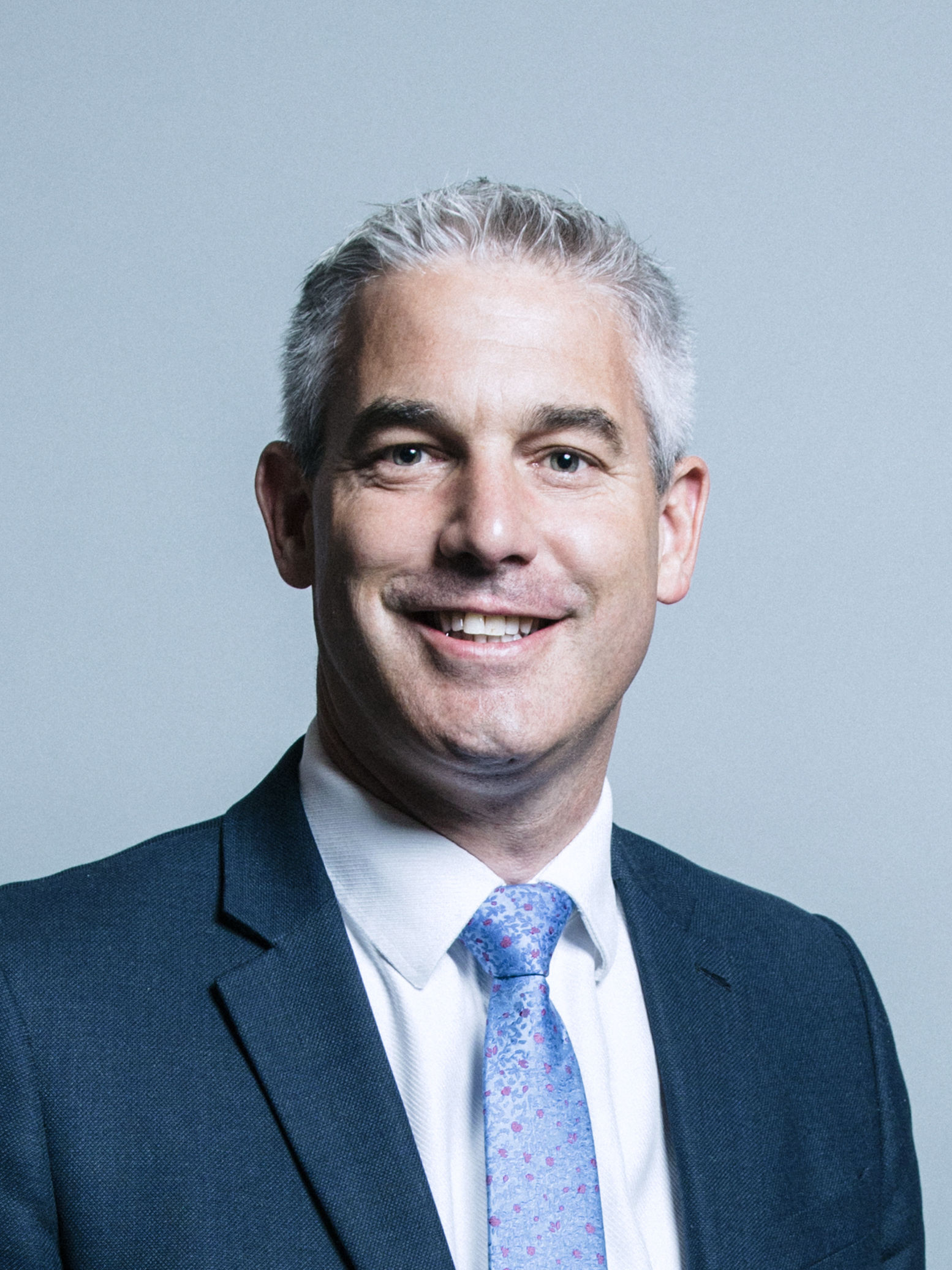
Stephen Barclay (2017)

Stephen Paul „Steve“ Barclay (* 3. Mai 1972 in Lytham St Annes, Grafschaft Lancashire) ist ein britischer Politiker der Conservative Party und er war seit dem 13. November 2023 bis 5. Juli 2024 Minister für Umwelt, Ernährung und ländlichen Raum.
Von November 2018 bis zur Auflösung des Ministeriums am 31. Januar 2020 war er Minister für den Austritt aus der Europäischen Union. Vom 13. Februar 2020 bis zum 15. September 2021 war er Chefsekretär des Schatzamtes, daraufhin war er Kanzler des Herzogtums Lancaster und Minister im Cabinet Office (siehe auch Kabinett Boris Johnson II). Vom 5. Februar 2022 bis zum 5. Juli 2022 war er zusätzlich Stabschef von Premierminister Boris Johnson. Nach dem Rücktritt von Gesundheitsminister Sajid Javid am 5. Juli 2022 wurde Barclay zu dessen Nachfolger ernannt. Er hatte dieses Amt bis zum 6. September 2022 inne. Seit dem 25. Oktober 2022 bis zur Ernennung zum Umweltminister im November 2023 war er erneut Minister für Gesundheit und Soziale Dienste. 

## Leben
Barclay ist der dritte Sohn eines Gewerkschafters und einer Beamtin. Er besuchte die private King‐Edward‐VII‐Schule in Lytham St Annes und studierte an den Universitäten von Cambridge und Chester.

## Politische Karriere
Seit Mai 2010 ist er Mitglied des House of Commons für den Wahlkreis North East Cambridgeshire. Zwischen Juli 2016 und Januar 2018 belegte er verschiedene Positionen im Finanzministerium und war anschließend bis November 2018 Staatssekretär beim Gesundheitsministerium. Von da ab war er als „Minister für den Austritt aus der Europäischen Union“ für alle Aspekte des Verlassen der EU durch das Königreich zuständig. Dieses Ministerium wurde mit dem 31. Januar 2020 aufgelöst, damit endete auch seine Tätigkeit als Minister.

## Privates
Barclay ist verheiratet und hat drei Kinder.